# Margarita María Alacoque
Margarita María Alacoque (Verosvres, Francia, 22 de julio de 1647 - Paray-le-Monial, Francia, 17 de octubre de 1690) fue una monja católica francesa que perteneció a la Orden de la Visitación de Santa María, conocida por haber recibido las famosas apariciones del Sagrado Corazón de Jesús que ocurrieron donde hoy se sitúa la Basílica del Sagrado Corazón (Paray-le-Monial).

## Biografía
Nació el 22 de julio de 1647 en la pequeña aldea francesa de Hautecour, perteneciente al territorio de Verosvres, pequeña ciudad cercana a Paray-le-Monial. Recibió el bautismo el 25 de julio. Era la quinta hija de 7 hermanos. Sus padres fueron Claude Alacoque y Philiberte Lamyn.
Después de fallecer su padre, en diciembre de 1655, fue internada en el pensionado de las religiosas clarisas. Desde entonces empezó a vivir una vida de sufrimiento que supo encauzar hacia Dios: “Sufriendo entiendo mejor a Aquél que ha sufrido por nosotros”, decía.
Tuvo una enfermedad que la inmovilizó durante cuatro años en los que estuvo en cama y de la que se curó milagrosamente por intercesión de la Virgen María: “La Santísima Virgen tuvo siempre grandísimo cuidado de mí; yo recurría a Ella en todas mis necesidades y me salvaba de grandísimos peligros...”
Después de muchas dificultades para convencer a sus parientes de su convicción a formar parte de la famosa Orden de las Visitandinas, por fin logró Margarita lo que tanto deseaba, entrar en el monasterio de la Visitación de Paray-le-Monial el 20 de junio de 1671.

## Vida religiosa
El 27 de diciembre de 1673, en la festividad de san Juan Evangelista, sor Margarita María, que tenía 25 años, estaba en adoración ante el Santísimo Sacramento. En ese momento tuvo la primera de sus visiones de Jesucristo, que se repetirían durante dos años más, todos los primeros viernes de mes.

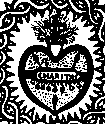
Primer diseño del Sagrado Corazón de Jesús.

En 1675, durante la octava del Corpus Christi, Jesús se le manifestó con el corazón abierto, y señalando con la mano su corazón, exclamó: 

“He aquí el corazón que ha amado tanto a los hombres, que no se ha ahorrado nada, hasta extinguirse y consumarse para demostrarles su amor. Y en reconocimiento no recibo de la mayoría sino ingratitud.”

"Mi Divino Corazón, está tan apasionado de Amor a los hombres, en particular hacia ti, que, no pudiendo contener en él las llamas de su ardiente caridad, es menester que las derrame valiéndose de ti y se manifieste a ellos para enriquecerlos con los preciosos dones que te estoy descubriendo  los cuales contienen las gracias santificantes y saludables necesarias para separarles del abismo de perdición. Te he elegido como un abismo de indignidad y de ignorancia, a fin de que sea todo obra mía" .

Según el testimonio de Margarita, el mencionado Corazón estaba rodeado de llamas, coronado de espinas, con una herida abierta de la cual brotaba sangre y del interior emergía una cruz.
Después de dicha visión, Margarita destacó entre sus hermanas por su fervor ante el Santísimo Sacramento y obediencia en todo lo requerido de su persona, cumpliendo fielmente sus obligaciones. La superiora del convento de Paray-le-Monial le encargó ser ayudante de las hermanas de enfermería y se dedicó a este oficio con una caridad sin límites. Sin embargo, tuvo mucho que sufrir, ya que la enfermera casi nunca aprobaba la labor que realizaba, aunque Margarita ponía todo su empeño en cumplir su oficio, esta labor nunca llegaba a contentarla a pesar de tomar para sí los trabajos más penosos y lo más costoso a la naturaleza, en su autografía, lo deja así expresado: 

Me emplearon en la enfermería y Dios sólo puede conocer lo que tuve que sufrir allí. El demonio me hacía caer con frecuencia y romper cuanto tenía en las manos y, después, se burlaba de mí, riéndose en mi misma cara, diciendo: “Torpe, jamás harás nada de provecho”. Me quedaba con tal tristeza que no sabía qué hacer, ya que con frecuencia me quitaba hasta el poder decírselo a nuestra Madre, porque la obediencia abatía y disipaba todas sus fuerzas.

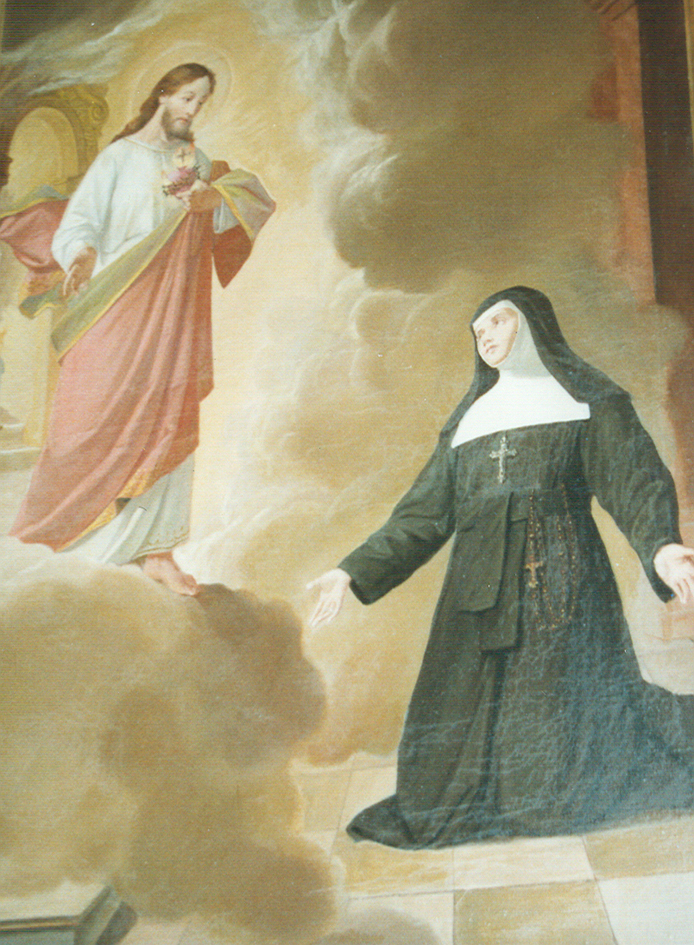
La aparición del Sagrado Corazón de Jesús a Santa Margarita María Alacoque, pintura en la iglesia de Santa María de Eferding, Austria.

Por otra parte, como religiosa, era considerada un modelo. En la despensa del convento Margarita se hacía servir unas porciones de alimentos que jamás se hubiera atrevido a servir a otra persona. Apenas oía la llamada del campanario, dejaba todo lo que estaba haciendo para acudir a su oficio sin miramientos por su estado de salud y sin permitirse el menor alivio.

No  desdeñaba  ocuparse en las cosas más penosas, ni dispensarse de nada y solía llevar pesos superiores a su fuerzas, buscando en todo mortificación. Recogía todos los pedazos de pan mordidos y poco limpios que habían caído al suelo, llenos de polvo, y, poniéndolos en una escudilla, los llevaba a la cocina para que hiciesen con ellos su sopa. Sin reparar en más, echaba así el caldo hasta que una de las hermanas lo vio y quedó muy sorprendida. Era corriente en ella hacer cosas parecidas a ésta para vencer su natural repugnancia, pues tenía una gran aversión a todo lo que fuese suciedad o poca limpieza.

Era siempre de las primeras en acudir a los trabajos comunes y se daba a ellos con tanta asiduidad que era preciso que interviniese la obediencia para retirarla de allí. Era tan desprendida de todas las cosas que rehusó una pensión vitalicia que sus parientes quisieron darle. Iba con frecuencia a ofrecer sus servicios a las hermanas de la cocina, ya fuera para llevar leña, ya para lavar la loza o para otra cosa cualquiera. En una ocasión, en que estaba más ocupada que de ordinario, siendo asistente, fueron a rogarle que las ayudase. Había comenzado a barrer el coro y lo dejó para ir  donde la caridad la llamaba y con esto se olvidó de volver para acabar el barrido. Estando así el coro, tocaron al oficio y halló en esto una sensible mortificación. Esta era de ordinario su recompensa, porque Dios permitía que tuviera frecuentes olvidos para proporcionarle ocasiones de humillación y mortificación, que eran las virtudes queridas de su corazón.

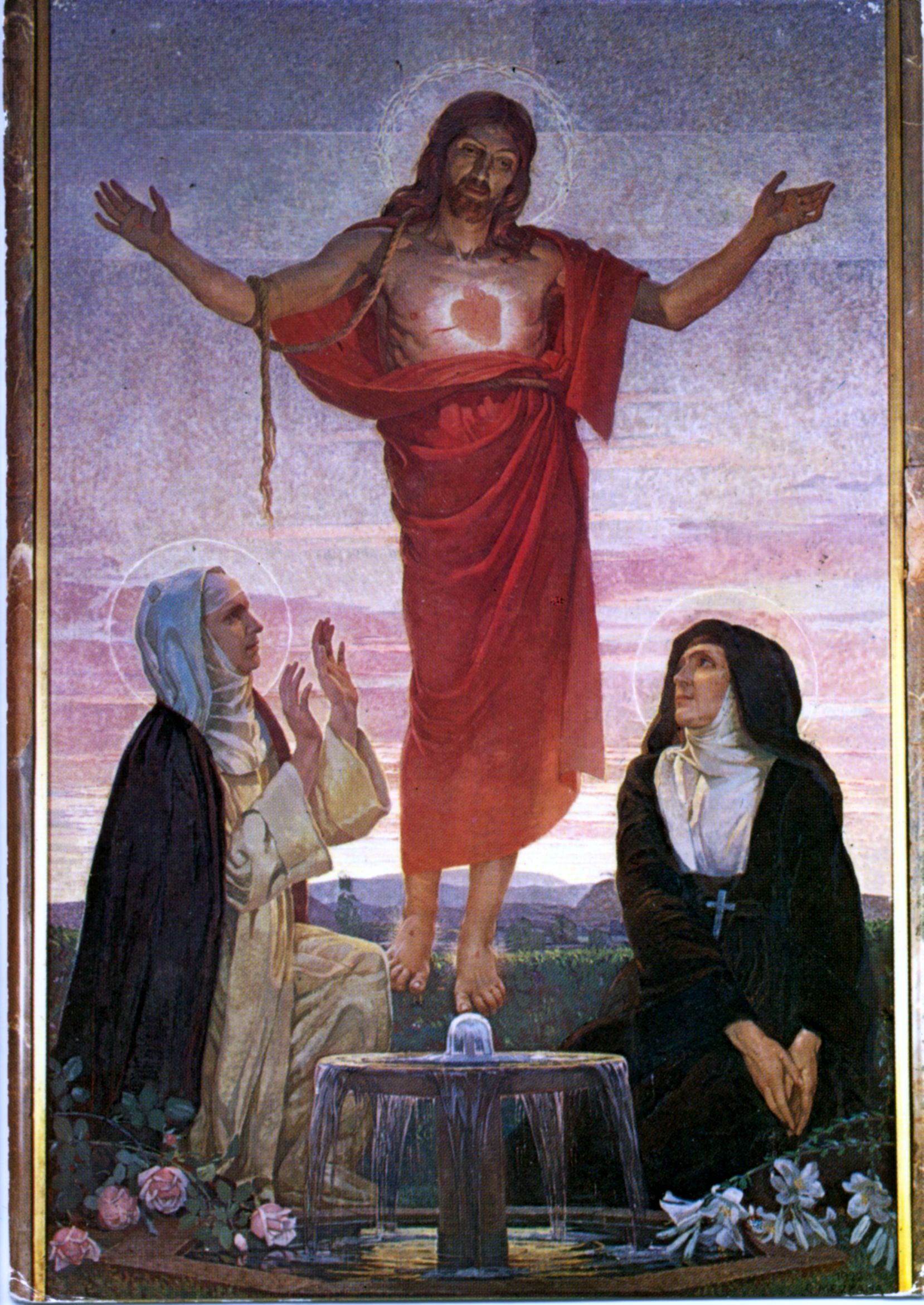
El Sagrado Corazón de Jesús siendo adorado por la Beata María del Divino Corazón Droste zu Vischering y por Santa Margarita María Alacoque.

También hubo otra situación que fue causa de gran abnegación para Margarita. Se trata de una natural repugnancia que tenía toda la familia de Margarita hacia el queso, lo cual constato en la forma siguiente.

Yo tenía hambre insaciable de humillaciones y mortificaciones, aunque la naturaleza sentía hacia ellas irresistible repugnancia... No hablaré más que de una sola que era superior a mis fuerzas (comer queso). Era algo hacia lo cual toda nuestra familia tenía una gran aversión natural de modo que mi hermano exigió al firmar el contrato de mi recepción que no me obligarían jamás (a comer queso), lo que me concedieron sin dificultad, pues eso era algo indiferente. Pero en esto precisamente fue en lo que tuve que ceder, porque me atacaron por todas partes con tal fuerza, que no sabía qué camino tomar; tanto más que me parecía mil veces más fácil sacrificar mi propia vida y, si no hubiera amado la vocación más que mi propia existencia, habría preferido abandonarla antes que resolverme a hacer lo que en eso me pedían. En vano resistía, porque mi soberano quería este sacrificio del cual dependían muchos otros.

Estuve tres días luchando con tanta violencia que daba compasión sobre todo a mi Maestra, en cuya presencia me hacía violencia para cumplir lo que me mandaba, pero después me faltaba el valor y me moría de pena, viendo que no podía vencer mi natural repugnancia… Por fin, dije: “Es preciso vencer o morir”. Me fui ante el Santísimo Sacramento y allí permanecí tres o cuatro horas, llorando y gimiendo para obtener la fuerza de vencerme… Después fui a mi Maestra pidiéndole por piedad que me permitiese hacer lo que de mí había deseado (comer queso) y finalmente lo hice, aunque jamás he sentido tal repugnancia, la cual se renovaba todas las veces que debía hacerlo sin que por eso dejase de hacer lo mismo durante ocho años.

Otra dificultad para Margarita fueran las acusaciones hacia ella acerca de su extrema devoción "mística". Pues sus superiores le indicaban que esas formas de espiritualidad no iban con el espíritu de la Orden de la Visitación. Miraban con recelo sus experiencias como sujetas a  ilusión y al engaño. Y así dudaban sus superioras el permitir que Margarita hiciese sus votos de profesión y le mandaron que le pidiese al Señor que la hiciese útil a la santa religión por la práctica exacta de todas las observancias. Esto Margarita lo llevó al Señor el cual le respondió:

"Di a tu Superiora que te haré más útil a la religión de lo que ella piensa; pero de una manera que aún no es conocida sino por Mi. Y en adelante adaptaré mis gracias al espíritu de la regla, a la voluntad de tus superioras y a tu debilidad, de suerte que has de tener por sospechoso cuanto te separe de la práctica exacta de la regla, la cual quiero que prefieras a todo. Además, me contento de que antepongas a la mía, la voluntad de tus superiores, cuando te prohíben ejecutar lo que te hubiere mandado. Déjales hacer cuanto quisieren de ti: Yo sabré hallar el medio de cumplir mis designios, aun por vías que parezcan opuestas y contrarias. No me reservo sino el dirigir tu interior y especialmente tu corazón, pues habiendo establecido en él, el imperio de mi puro amor, jamás le cederé a ningún otro."

Las visiones le causaron al principio incomprensiones y juicios negativos de su entorno, hasta que fue puesta bajo la dirección espiritual del jesuita san Claudio de la Colombière. En el último periodo de su vida, elegida maestra de novicias, tuvo el consuelo de ver difundida la devoción al Sagrado Corazón de Jesús, y los mismos opositores de un tiempo atrás se convirtieron en fervorosos propagandistas. Murió a los 43 años de edad.

## El proceso de canonización
La discusión con relación a la misión y virtudes de santa Margarita María continuó por varios años. Se examinaron la totalidad de sus acciones, sus revelaciones, de sus máximas espirituales y de su enseñanza de la devoción al Sagrado Corazón de Jesús que ella había expuesto. Finalmente, la Sagrada Congregación de Ritos emitió un voto favorable y en marzo de 1824, el papa León XII la proclamó venerable, y el 18 de septiembre de 1864, Pío IX la declara beata. Fue incluida en la nómina de los santos por Benedicto XV el 13 de mayo de 1920. 
Sus restos reposan bajo el altar de la Capilla en la Basílica de Paray-le-Monial, donde son venerados por numerosos fieles.
En el rito romano de la Iglesia católica, su memoria litúrgica tiene lugar el 16 de octubre. Antes de la reforma litúrgica promovida por el Concilio Vaticano II, se celebraba el 17 de octubre.